# The Hundred in the Hands
The Hundred in the Hands, parfois abrégé THITH, est un groupe de musique électronique américain, originaire du quartier de Brooklyn, à New York. Il est formé en 2008, et composé  de Eleanore Everdell et Jason Friedman. Ils ont publié deux albums sur le label Warp, le premier, éponyme, en septembre 2010 et le deuxième intitulé Red Night en juin 2012. Le nom du groupe fait référence à une bataille datant de 1866 entre les indiens (dont Crazy Horse) et les soldats américains, bataille connue sous le nom de The Hundred in the Hand. 

## Biographie

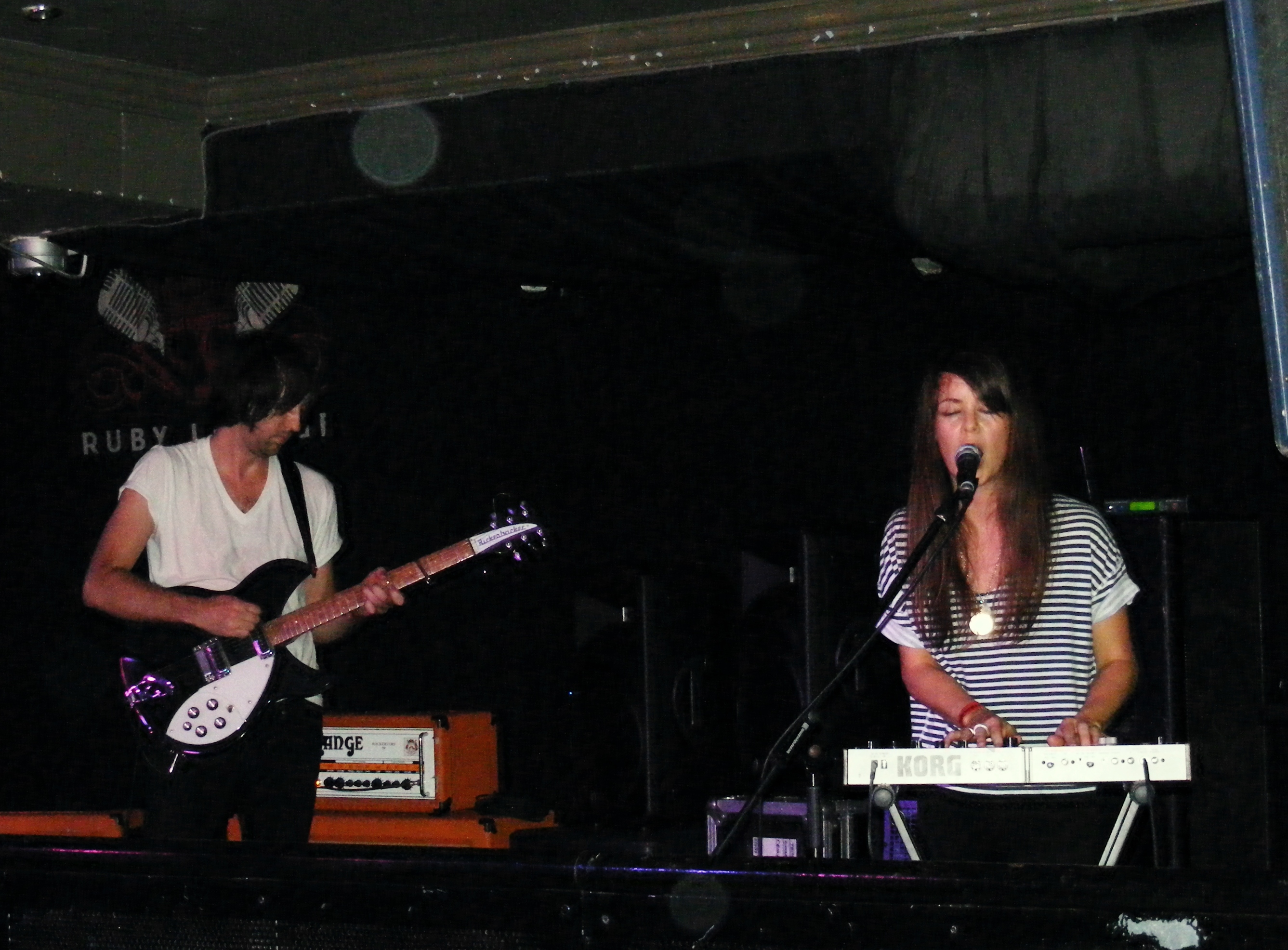
The Hundred in the Hands à Manchester, le 8 juillet 2010.

En 2007, Holly Miranda présente Everdell à Friedman. Everdell se joint aux Boggs en tournée. Les deux décident de former un groupe après avoir découvert qu'ils partageaient le même goût pour le hip-hop, la French house, le disco, le ska, la dub, le post-punk et d'autres genres.
Ils enregistrent le morceau Dressed in Dresden à Brooklyn, qui est mis en ligne en décembre 2008. En mars 2009, le groupe sort le single Dressed in Dresden/Undressed in Dresden au label Pure Groove. Le succès du morceau mène à une signature avec le label Warp Records en août 2009 que Friedman considère « très proche de ses labels idéaux. » Warp sort le 12" single Dressed in Dresden le 5 avril 2009.
Leur premier EP This Desert est publié le 18 mai 2010, suivi par les singles Pigeons le 13 septembre 2010 et Commotion/Aggravation le 15 novembre 2010. Leur premier album, The Hundred in the Hands, est publié le 20 septembre 2010 chez Warp Records. L'album est bien accueilli par la presse, avec une moyenne de 74 % sur Metacritic. Le morceau Pigeons est inclus dans la troisième saison de Gossip Girl en 2011. En janvier 2011, The Hundred in the Hands est nommé dans la catégorie pop/rock à la 10e édition des Independent Music Awards pour leur premier album, et leur vidéo Pigeons est nommée dans la catégorie court clip,.
Leur deuxième album, Red Night, est publié le 21 juin 2012. Leur troisième album, Love in the Black Stack, est publié le 15 juin 2017 chez New Ancestors,.

## Discographie

### Albums studio
- 2010 : The Hundred in the Hands
- 2012 : Red Night
- 2017 : Love in the Black Stack

### Singles et EP
- 2008 : Dressed in Dresden
- 2009 : Dressed in Dresden/Undressed in Dresden
- 2010 : This Desert
- 2010 : Pigeons
- 2010 : Commotion/Aggravation
- 2012 : Keep It Low